# Empoasca fulgidula
Empoasca fulgidula är en insektsart som först beskrevs av Berg 1895.  Empoasca fulgidula ingår i släktet Empoasca och familjen dvärgstritar. Inga underarter finns listade i Catalogue of Life.